# ФК Алеманија Ахен
Алеманија Ахен је немачки фудбалски клуб из града Ахена. Клуб игра своје утакмице на стадиону Нови Тиволи, капацитета 32.960 гледалаца.

## Успеси
- Бундеслига Немачке
  - Другопласиран (1): 1968/69.
- Куп Немачке
  - Финалиста (3): 1952/53, 1964/65, 2003/04.

## Алеманија Ахен у европским такмичењима
| Сезона  | Такмичење | Коло               | Земља     | Клуб            | Резултат |
| ------- | --------- | ------------------ | --------- | --------------- | -------- |
| 2004/05 | Куп УЕФА  | 1. коло            | Исланд    | ФХ Хафнафјордур | 5:1, 0:0 |
|         |           | Група              | Француска | Лил             | 1:0      |
|         |           | Група              | Шпанија   | Севиља          | 0:2      |
|         |           | Група              | Русија    | Занит           | 2:2      |
|         |           | Група              | Грчка     | АЕК Атина       | 2:0      |
|         |           | Шеснаестина финала | Холандија | АЗ Алкмар       | 0:0, 1:2 |